# Mesnil-en-Arrouaise
Mesnil-en-Arrouaise è un comune francese di 142 abitanti situato nel dipartimento della Somme nella regione dell'Alta Francia.

## Società

### Evoluzione demografica
Abitanti censiti